# Fiyi en los Juegos Olímpicos de Londres 2012
Fiyi estuvo representado en los Juegos Olímpicos de Londres 2012 por nueve deportistas, seis hombres y tres mujeres, que compitieron en seis deportes.
El portador de la bandera en la ceremonia de apertura fue el yudoca Josateki Naulu. El equipo olímpico fiyiano no obtuvo ninguna medalla en estos Juegos.